# Нютаун
Вижте пояснителната страница за други значения на Нютаун.
Ню̀таун (на английски: Newtown; на уелски: Y Drenewydd, Ъ Дренѐуид) е град в централната част на Уелс, графство Поуис.

## География
Разположен е около река Севърн на 8 km от границата с Англия на около 35 km на югозапад от английския град Шрюсбъри. На 6 km на запад от Нютаун се намира уелското село Кайрсус. Има жп гара. Населението му е 12 783 жители според данни от преброяването през 2001 г.

## Спорт
Представителният футболен отбор на града се казва АФК Нютаун. Дългогодишен участник е в Уелската Висша лига.

## Личности
Родени
- Робърт Оуен (1771–1858), английски социалист

## Побратимени градове
- Ле Ербиер, Франция